# Tháng ánh sáng

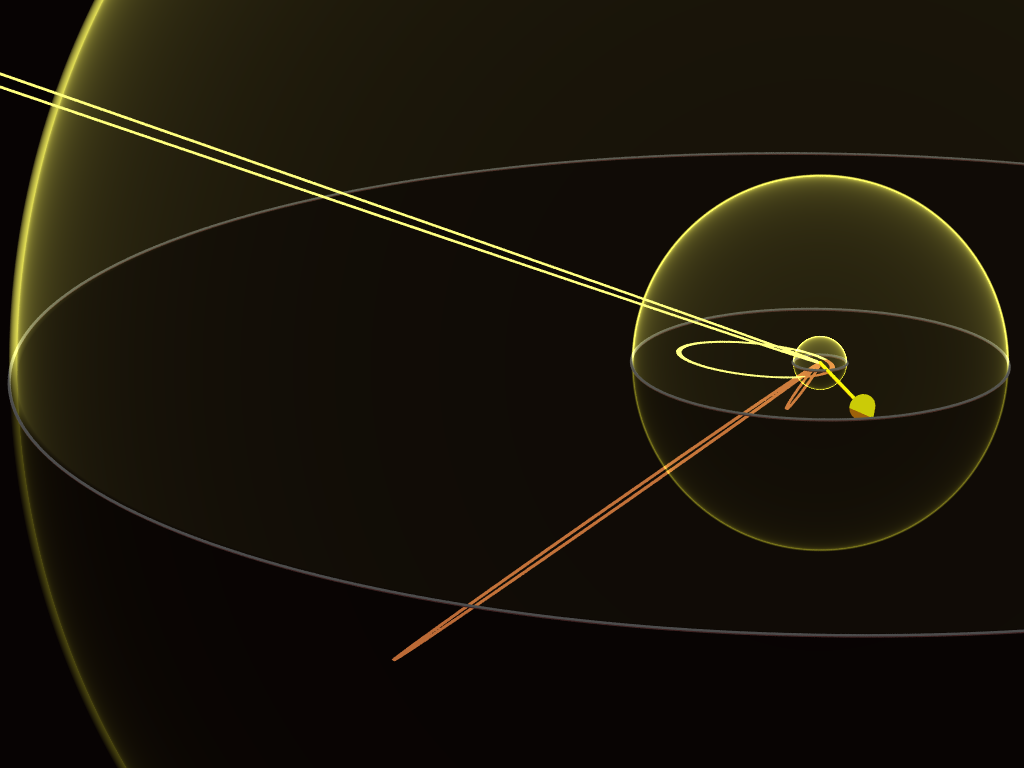
The largest yellow sphere indicates one light month distance from the Sun and the thin orange ellipse indicates the orbit of Comet Hyakutake. Click the image for larger view, more details and links to other scales.

Tháng ánh sáng là đơn vị dùng trong thiên văn học và cách ngành liên quan, diễn tả khoảng cách không gian mà quang tử di chuyển được trong một tháng trong chân không. Trong đó mỗi tháng có 30 ngày, mỗi ngày 86.400 giây, như vậy một tháng ánh sáng dài 777.062.051.136.000 m.
Đơn vị tháng ánh sáng rất ít khi được sử dụng, vì chỉ có vài thiên thể nằm trong vùng kích thước này. Ví dụ: đám mây Oort nằm quanh Mặt Trời ở khoảng cách từ 10 đến 20 tháng ánh sáng, hoặc kích thước nhân một số thiên hà hoạt động là quasar, chỉ khoảng 1 tháng ánh sáng. Ngoài ra, quỹ đạo các thiên thể thuộc vành ngoài của Hệ Mặt Trời có thể tính bằng ngày ánh sáng hay giờ ánh sáng, ngược lại các khoảng cách liên sao đã dùng kích thước năm ánh sáng.